# Örsta
Örsta är en småort i Angarns socken i Vallentuna kommun. Orten ligger cirka 5 kilometer öster om tätorten Vallentuna, norr om Angarn och söder om Angarnssjöängen.
Örsta räknades av SCB som en småort första gången år 2010.